# Adrian Fiedler
Adrian Fiedler (* 27. Juni 1998 in Singen) ist ein deutscher American-Football-Spieler auf der Position des Outside Linebacker.

## Werdegang
Fiedler begann 2017 bei den Schaffhausen Sharks in der Nationalliga C mit dem American Football und kam dabei auch als Tight End zum Einsatz. Zu seiner zweiten Football-Saison schloss er sich den Winterthur Warriors aus der höchsten Schweizer Liga an. 2019 absolvierte er zum Saisonende der GFL2 zwei Spiele bei den Ravensburg Razorbacks, mit denen er in die GFL aufstieg. Die Razorbacks nahmen Fiedler ursprünglich für die Saison 2020 unter Vertrag, doch kam diese aufgrund der Covid-19-Pandemie nicht zustande. Stattdessen spielte er ein weiteres Jahr für die Warriors in der Schweiz und wurde dort Vizemeister.
Zur GFL-Saison 2021 wechselte Fiedler zu den Schwäbisch Hall Unicorns. In seiner ersten Saison bei den Unicorns gewann er den CEFL Bowl, musste sich aber nach einer ungeschlagenen regulären Saison im German Bowl geschlagen geben. 2022 verteidigte Fiedler mit den Unicorns den Titel in der CEFL. Darüber hinaus trug er in der GFL-Saison 2022 mit 25 Tackles und zwei Sacks zum Gewinn des deutschen Meistertitels bei.
Für die Saison 2023 unterschrieb Fiedler einen Vertrag bei den Helvetic Guards aus der European League of Football (ELF). Dort gilt Fiedler als sogenannter Homegrown. Im Roster wurde Fiedler zu Saisonbeginn als Tight End und Fullback geführt und wurde so auch eingesetzt. Nach der fünften Spielwoche Anfang Juli gaben die Guards die Trennung von Fiedler bekannt. „Ich hätte die Saison gerne mit den Helvetic Guards in der Schweiz zu Ende gespielt. Aber wegen privater Umstände habe ich mich entschieden, wieder nach Deutschland zurückzukehren,“ so Fiedler. Wenige Wochen später wurde er als Neuzugang bei den Schwäbisch Hall Unicorns vorgestellt, wo er erneut als Linebacker eingesetzt werden soll.